# Yeğen Hacı Mehmed Paixà
Seyyid Yeğen Hacı Mehmed Paixà (1726-1787) fou gran visir otomà el 1782.
Era un genísser que després d'una llarga carrera amb nombrosos càrrecs, va arribar a gran visir amb 56 anys el 25 d'agost de 1782. No va poder fer gairebé res, ja que va ser destituït al cap de 4 mesos, el 31 de desembre de 1782.
Era serasker a Köstenje quan va morir el 6 de desembre de 1787.